# Le Tour du monde d'un gamin irlandais
Pour plus de détails, voir Fiche technique et Distribution.
Le Tour du monde d'un gamin Irlandais (titre original : The Luck of the Irish) est un film muet américain réalisé par Allan Dwan et sorti en 1920.

## Fiche technique
- Titre original : The Luck of the Irish
- Titre français : Le Tour du monde d'un gamin Irlandais
- Réalisation : Allan Dwan
- Scénario : Harold McGrath, d'après son roman
- Chef opérateur : H. Lyman Broening, Glen MacWilliams
- Direction artistique : Charles H. Kyson
- Production : Allan Dwan pour Mayflower Photoplay Company
- Genre : Film dramatique
- Durée : 70 minutes (1 h 10)
- Date de sortie :
  - États-Unis : février 1920
  - France : 28 avril 1922[1]

## Distribution
- James Kirkwood Sr. : William Grogan
- Anna Q. Nilsson : Ruth Warren
- Harry Northrup : Richard Camden
- Ward Crane : Norton Colburton
- Ernest Butterworth Jr. : le Kid
- Gertrude Messinger :la petite amie du Kid
- Rose Dione : la femme de la rue Malay
- Louise Lester : l'hôtesse
- Buddy Messinger
- Claire Windsor